# Convenio de Róterdam
El Convenio de Róterdam sobre el procedimiento de consentimiento fundamentado previo aplicable a ciertos plaguicidas y productos químicos peligrosos objeto de comercio internacional entró en vigor el 24 de febrero de 2004.
La primera reunión de la Conferencia de las Partes del Convenio de Róterdam tuvo lugar del 20 al 24 de septiembre de 2004 en Ginebra y la segunda del 27 al 30 de septiembre de 2005 en Roma.
El Convenio representa un paso importante para garantizar la protección de la población y el medio ambiente de todos los países de los posibles peligros que entraña el comercio de plaguicidas y productos químicos altamente peligrosos. Contribuirá a salvar vidas y proteger el medio ambiente de los efectos adversos de los plaguicidas tóxicos y otros productos químicos. Establecerá una primera línea de defensa contra las tragedias futuras impidiendo la importación no deseada de productos químicos peligrosos, en particular, en los países en desarrollo. Al dar a todos los países la capacidad de protegerse contra los riesgos de las sustancias tóxicas, habrá puesto a todos en pie de igualdad y elevado las normas mundiales de protección de la salud humana y el medio ambiente.

## Período de transición
La Conferencia de Plenipotenciarios, se celebró en Róterdam en septiembre de 1998, adoptando el texto del Convenio de Róterdam y la Resolución sobre los arreglos provisionales. Entre septiembre de 1998 y febrero de 2004 el Convenio fue implementado sobre bases voluntarias.
La primera reunión de la Conferencia de las Partes, adoptó un periodo de transición de dos años desde la entrada en vigor del Convenio (del 24 de febrero de 2004 al 24 de febrero de 2006). También definió el papel de los Estados Participantes durante el período de transición.

## Países participantes

A fecha del 23 de noviembre de 2005 eran 100 los países firmantes del Convenio de Róterdam: Alemania, Argentina, Armenia, Arabia Saudita, Australia, Austria, Bélgica, Belice, Benín, Bolivia, Brasil, Bulgaria, Burkina Faso, Camerún, Canadá, Colombia, Costa Rica, Chad, Chile, China, Islas Cook, Costa de Marfil, Eritrea, Eslovenia, España, Dinamarca, Ecuador, El Salvador, Emiratos Árabes Unidos, Etiopía, Comunidad Europea, Finlandia, Francia, Gabón, Gambia, Ghana, Grecia, Guatemala, Guinea, Guinea Ecuatorial, Hungría, India, Irlanda, Italia, Jamaica, Japón, Jordania, Kenia, Kuwait Kirguistán, Libia, Letonia, Liechtenstein, Lituania, Luxemburgo, Malasia, Malí, Islas Marshall, Mauricio, Mauritania, México, Mongolia, Namibia, Nigeria, Noruega, Nueva Zelanda, Omán, Países Bajos, Pakistán, Panamá, Paraguay, Perú, Polonia, Portugal, Reino Unido, Siria, República Checa, República Democrática del Congo, Corea del Norte, Tanzania, Rumania, Ruanda, Samoa, Senegal, Singapur, Sudáfrica, Sudán, Suecia, Suiza, Surinam, Tailandia, Togo, Ucrania, Uruguay, República Dominicana y Venezuela.

## Procedimientos
El procedimiento de "Consentimiento Fundamentado Previo" es un mecanismo para obtener y difundir oficialmente las decisiones de la Partes importadoras acerca de si desean recibir en el futuro expediciones de los productos químicos enumerados en el Anexo III del Convenio y para garantizar el cumplimiento de esas decisiones por las Partes exportadoras.
Para cada producto químico enumerado en el Anexo III sujeto al procedimiento de CFP, se prepara un documento de orientación para la adopción de decisiones y se remite a todas las Partes. La finalidad de ese documento es ayudar a los gobiernos a evaluar los riesgos asociados a la manipulación y utilización del producto químico en cuestión y a adoptar decisiones más fundamentales sobre su importación y utilización en el futuro, teniendo en cuenta las condiciones locales.

## Plaguicidas reglamentados
1. Alcohol alílico;
2. Alacloro;
3. Aldrina;
4. Benomilo;
5. Binapacrilo;
6. Captafol;
7. Carbofurano;
8. Clordano;
9. Clordimeform;
10. Clorobencilato;
11. Compuestos de mercurio;
12. Crisotilo;
13. Cihexatina o su nombre comercial Plictran;
14. DBCP;
15. DDT;
16. Dicofol;
17. Dieldrina;
18. Dinoseb;
19. DNOC;
20. EDB;
21. EDB (plaguicida);
22. Endrina;
23. Fentión;
24. Fosfamidon;
25. Fosfato de tris;
26. Furfural;
27. HCH;
28. Heptacloro;
29. Hexaclorobenceno;
30. Lindano;
31. Metil paratión;
32. Methamidofos;
33. Mirex;
34. Monocrotofós;
35. Óxido de etileno;
36. Óxido de Tributilestaño; 
  1. TBTO;
  2. Benzoato de Tributilestaño;
  3. Cloruro de Tributilestaño;
  4. Fluoruro de Tributilestaño;
  5. Linoleato de Tributilestaño;
  6. Metacrilato de Tributilestaño;
  7. Naftenato de Tributilestaño;
37. Paratión;
38. PBB;
39. PCB;
40. PCP;
41. PCT;
42. Pentaclorofenol;
43. Plaguicidas en polvo seco;
44. Tiram;
45. Toxafeno;
46. Trifenilos policlorados;
47. 2,4,5-T.